# Albert Guðmundsson
Albert Sigurður Guðmundsson (Reykjavík, 5 ottobre 1923 – Reykjavik, 7 aprile 1994) è stato un calciatore e politico islandese, di ruolo centrocampista.

## Vita privata
Suo figlio Ingi Björn Albertsson ha disputato 15 gare tra 1971 e 1979 con la nazionale maggiore ed è stato primatista di reti segnate nel campionato islandese tra 1987 e 2012. La nipote Kristbjörg Helga Ingadóttir, figlia di Ingi Björn Albertsson, è stata anch'essa calciatrice e ha giocato 4 volte nel 1996 con la nazionale femminile islandese. Il pronipote Albert Guðmundsson, figlio di Kristbjörg Helga Ingadóttir e del calciatore Guðmundur Benediktsson, è anch'egli calciatore.

## Carriera sportiva
Iniziò a dare i primi calci al pallone in un'Islanda ancora isolata dal resto del mondo. Dopo la seconda guerra mondiale, trovandosi a studiare in Scozia, trovò un ingaggio nei Rangers per poi passare nelle file dell'Arsenal.
Nel 1947, per problemi di permessi lavorativi, partì per la Francia e venne acquistato dal Nancy. L'anno dopo ebbe luogo l'approdo in Italia nel Milan, diventando il primo calciatore del nord Europa ad arrivare in Italia. Indossò la maglia rossonera solo per una stagione, facendo il suo esordio il 3 ottobre 1948 nella vittoria casalinga per 3-0 contro l'Atalanta, partita in cui mise a segno la rete di apertura. Con il Milan disputò 14 partite segnando due reti.
Nel 1949-1950 tornò in Francia e giocò nel Racing Club de France e nel Nizza fino al 1956.

## Carriera politica
Conclusa la carriera sportiva, tornò in patria per intraprendere la carriera politica, che lo portò a diventare deputato per 15 anni al Parlamento islandese.
Nel 1983 divenne Ministro delle Finanze dell'Islanda. Nel 1985, invece, fu nominato Ministro dell'Industria, una posizione che mantenne fino al 1987, quando uno scandalo fiscale lo costrinse alle dimissioni.

## Palmarès

### Club

#### Competizioni nazionali
- Campionato islandese: 3

Valur: 1942, 1943, 1944
- 1. deild karla: 1

FH Hafnarfjörður: 1956